# In Europa
In Europa è un album del 1988 di Lucio Dalla e Gianni Morandi.
È la versione per il mercato estero dell'album Dalla/Morandi ma con solo dieci tracce invece delle diciotto originali. La canzone Dimmi, dimmi è differente rispetto alla versione presente in Dalla/Morandi.

## Tracce
1. Vita – 4:36
2. Il motore del 2000 – 5:03
3. Amore piccolino – 5:13
4. Pomeriggio in ufficio – 5:18
5. Che cosa resterà di me – 4:36
6. Dimmi, dimmi (new version) – 5:27
7. Chiedi chi erano i Beatles – 4:32
8. Cuori di Gesù – 4:26
9. Il cielo – 4:13
10. Felicità – 5:45

## Formazione
- Lucio Dalla – voce, cori, tastiera, sax
- Gianni Morandi – voce, cori, tastiera
- Mauro Malavasi – tastiera, cori, arrangiamento
- Marco Nanni – basso
- Giovanni Pezzoli – batteria
- Gaetano Curreri – tastiera, cori
- Beppe D'Onghia – tastiera, cori
- Ron – tastiera, cori
- Bruno Mariani – chitarra
- Marco Morandi – violino
- Carlo Atti – sax
- Alessandro Colombini, Andrea Mingardi, Angela Baraldi, Carolina Balboni, Cristina Piccioni, Mimmo De Graci, Fawzia Selama, Gianmarco Mazzi, Giuseppe Rossetti, Miriam Stagni, Francesco Guccini – cori